# 策略性投票
策略性投票，或稱戰略投票、戰術投票、世故投票、非真誠投票、棄保效應等，發生在投票系統中，當選民投票給另一個候選人或政黨而不是他們真正的偏好對象時，以防止出現更不利的結果。 例如，在簡單多數選舉中，選民可能會通過投票給不太喜歡但更普遍受歡迎的候選人來獲得較佳結果。行使策略性投票的選民，也往往並非對所投的對象支持，只是以配票策略，反對不喜歡之其他選項。
Gibbard 定理（英語：Gibbard's theorem）表明，所有單一當選者投票方法都鼓勵戰略投票，除非只有兩個選項或存在可以強加結果的突出中介者。
對於複數當選者選舉，不存在戰略投票的一般定理。 由於非比例性、選舉門檻和配額，即使在比例代表制下，也存在戰略投票。 但是在使用排序投票的系統中，不需要策略投票，而在可轉移單票制下進行策略投票是不切實際的。

## 類型

### 妥協（有時是“有用的投票”）
選民非發自內心地投票給備選方案排名更高者，希望讓該候選人當選。 例如，在得票最多的選舉中，選民可能會投票給他們認為獲勝機會更大的選項而不是他們喜歡的選項（例如，投票給一個沒有爭議的溫和派候選人而不是一個有爭議的極端主義候選人，幫助擊敗反對黨的熱門候選人）。 杜瓦傑定律顯示，由於這個原因，多數情況下，相對多數選舉方法會導致兩黨制。 在那些包含一個政黨必須達到的最低選票百分比才能獲得任何席位的比例代表制方法中，人們可能會在戰術上投票給一個小政黨，以防止它低於該百分比（這將使屬於更大陣營之該黨之候選人獲得的選票失去效用），或者支持小黨派觀點的人可以投票給與小黨派觀點最接近的大黨派。

#### 棄保效應
源自中國象棋術語「棄車保帥」，即放棄次要的棋子以保主要棋子的安全。這與配票相似，避免立場或性質相近的候選人瓜分選票，以致兩敗俱傷，因此要求支持者投票給有機會勝出的候選人。例如有甲黨的候選人激進派的張三、溫和派的李四兩位出馬與乙黨的王五參選，如果甲黨支持者平均把票投給張三、李四，選票被瓜分，將導致張三、李四兩人都落選，反而使對手陣營乙黨的王五當選。而張三民調支持度較高，所以，一位甲黨溫和派選民，可能會投票給具優勢的激進派張三，放棄與自己立場最相近的溫和派李四，只為了避免乙黨的王五當選。

### 掩蓋
選民策略性地把替選方案排在較低的位置，希望能擊敗它。 例如，在波達計數法或孔多塞投票法中，選民可能會將感知到的強大替代方案排在最後，以幫助他們更喜歡的替代方案獲勝。

### 推倒
選民將他們認為較弱的候選人排在他們首選的候選人之上，以便實際選出首選候選人而不是較弱的候選人。 對於某些選舉系統，選民實際上可以通過投票給弱勢候選人來選出他們喜歡的候選人。 這主要發生在兩輪選舉制中，當時選民已經相信他們最喜歡的候選人將進入下一輪。 然後選民將一個不受歡迎但容易擊敗的候選人排名更高，以便他們喜歡的候選人可以稍後獲勝。 例如，在美國，一個政黨的選民有時會在另一黨的初選中投票，提名一個他們最喜歡的人很容易擊敗的候選人，尤其是在那個最喜歡的人已經獲得了他們政黨自己的提名之後。

### 子彈投票
選民只能選擇一名候選人，儘管由於投票方法（例如同意投票制、複數連記投票（英語：Plurality block voting）和孔多塞投票法）可以選擇投票給多個候選人。 選民通過不向潛在競爭對手提供選票來幫助他們喜歡的候選人。 子彈投票是一種真誠投票（英語：Sincere voting）。 這種策略在有限投票制和累積選舉制之中受鼓勵並被視為有益。 對子彈投票沒有戰術優勢的選舉方法滿足Later-no-harm標準，包括排序複選制和可轉移單票制。

## 案例

### 加拿大
在加拿大觀察到的杜瓦傑定律的效果比在其他國家/地區弱。 在1999年的安大略省選舉中，Mike Harris領導的安大略進步保守黨政府的反對者鼓勵進行戰略性投票。 這未能讓Harris下台，但成功地使Ontario New Democratic Party的得票數大幅降低。
在 2004 年的聯邦選舉中，以及在較小程度上在 2006 年的選舉中，戰略投票是新民主黨關注的問題。 在 2006 年的選舉中，自由黨嘗試了同樣的策略，總理保羅·馬丁要求新民主黨和綠黨支持者投票給自由黨，以防保守黨獲勝。 新民主黨領袖傑克·林頓回應稱，要求選民將選票“借”給自己的政黨，暗示自由黨無論採取何種策略性投票，都必將輸掉選舉。
在2015年聯邦大選期間，戰略性投票主要針對斯蒂芬·哈珀領導的保守黨政府，該政府在2011年大選中受益於中間派和左傾政黨之間的選票分裂。 在賈斯汀·特魯多領導的自由黨以壓倒性優勢戰勝哈珀的保守黨之後，觀察人士指出，以犧牲新民主黨和綠黨為代價來增加對自由黨的支持，部分原因是對自由黨候選人的戰略投票。

### 法國
法國的兩輪選舉制是在第一輪進行戰略性投票，選民考慮使哪位候選人進入第二輪。

### 德國
由於對黨派名單和地方單一當選者選區候選人的分別投票，聯立制允許估計戰略選民在領先者當選中的份額。 如果政黨投票份額明顯高於5%的選舉門檻，則對政黨名單的投票被認為是真誠的。 在德國，戰略選民的比例約為 30%，如果只有非結盟黨派候選人是選區獲勝者的競爭者，則該比例會降至 9%。 在有爭議的選舉年，戰略選民的比例增加到 45% 左右。
由於政黨名單比例代表制的選舉門檻，一個政黨在幾次選舉中要求其選民投票給另一個聯盟政黨，以幫助該黨跨過選舉門檻。

### 香港
在香港，由於政黨名單比例代表制採用最大餘數法和黑爾數額，因此支持民主派候選人的選民經常組織不同的選票，避免選票集中在一個或幾個候選人。 2016年香港立法會選舉，策略性投票的做法被戴耀廷的ThunderGo計畫拓展。 反建制陣營獲得29席。

### 匈牙利
在2018年匈牙利議會選舉期間，taktikaiszavazas.hu（意為“戰略投票”）等多個網站宣傳了投票給最有可能贏得特定席位的反對派候選人的想法。 大約四分之一的反對黨選民採取了這種行為，導致反對黨總共獲得了498,000張額外選票。 共有14個額外的單一席位被多個政黨和獨立候選人拿下。

### 立陶宛
在立陶宛，國會和地區層級的投票制度採並立制，大多戰略性投票發生在單一成員選區（或市長選舉中的選區）。 這些選區實行兩輪制，沒有候選人在第一輪中贏得超過 50% 的選票。 國會層級戰略投票的一個顯著例子是2016年立陶宛議會選舉中的第 10 個 Naujoji 維爾尼亞選區。 為了阻止獨立候選人 Algirdas Paleckis 獲勝，自由運動、立陶宛農民和綠黨以及社會民主黨的候選人支持他們的支持者投票給國土聯盟的候選人 Monika Navickienė（排名第二）。 Monika Navickienė 最終以大約 900 票的優勢贏得了選區。 在地區層級，一個例子可以是 Kėdainiai 區在 2015 年市政選舉中的市長選舉。 第一輪，工黨贏得區議會26席中的13席，僅差一席成為絕對多數。 Nijolė Naujokienė（來自工黨的區市長席位候選人）在市長選舉中以 0.68% 的差距落敗。 對手 Saulius Grinkevičius 有 22% 的差距需要克服。 在第二輪中，Saulius Grinkevičius 以大約 8%（和 1,600 票）的優勢獲勝。

### 新西蘭
自1996年新西蘭實行聯立制以來，選舉系統在多次選舉中經常出現策略性投票，包括一個政黨明示或暗示鼓勵選民投票給與自己不同的候選人。 這首先發生在1996年的Wellington Central選區，然後是1999年在Coromandel選區。 從 2002 年到 2017 年，它是 Ohariu-Belmont 選區的常態性特徵，從 2005 年開始是Epsom選區的特徵。

### 斯洛文尼亞
在2011年斯洛文尼亞議會選舉中，30%的選民選擇了戰術投票。 民意調查預測斯洛維尼亞民主黨候選人 Janez Janša 將輕鬆獲勝； 然而，他的對手，積極的斯洛維尼亞的候選人佐蘭·揚科維奇獲勝。 斯洛文尼亞著名的輿論研究人員發現，以前在其他任何地方都沒有記錄到如此比例的戰略投票。

### 西班牙
在2016年西班牙大選中，隨著 Podemos 和 Ciudadanos 的崛起以及經濟危機和 2015 年的選舉，戰術投票的動機比平時大得多。戰略選民成功地影響了選舉結果，儘管 66.5%的投票率創歷史新低。

### 台灣
在1995年中華民國立法委員選舉，民進黨、新黨等在野黨實行策略性投票。 由於議員是在多議員選區選出的，因此各政黨敦促其支持者根據選民國民身份證號碼的最後一位數字或選民的出生月份等標準投票給政黨提名的候選人。 這最大限度地增加了反對派的席位，導致執政的中國國民黨失去了 10 個席位，獲得了當時歷史上最低的席位份額。

#### 成功案例
- 1998年中華民國直轄市市長暨市議員選舉

臺北市長選舉中，民主進步黨的陳水扁尋求連任，中國國民黨提名前法務部長馬英九，而新黨則推出前財政部長王建煊參選。最後同屬泛藍陣營的中國國民黨和新黨在選前操作棄保(棄王保馬)並成功。
| 號次 | 黨籍       | 姓名   | 得票    | 得票率 | 當選 |
| ---- | ---------- | ------ | ------- | ------ | ---- |
| 1    | 中國國民黨 | 馬英九 | 766,377 | 51.13% |      |
| 2    | 民主進步黨 | 陳水扁 | 688,072 | 45.91% |      |
| 3    | 新黨       | 王建煊 | 44,452  | 2.97%  |      |

- 2006年中華民國直轄市市長暨市議員選舉

此次臺北市長選舉，中國國民黨派出民調最高的立法委員郝龍斌，民主進步黨則徵召前行政院長謝長廷，時任親民黨主席宋楚瑜也宣布以無黨籍參選。
雖然選前一週，馬英九密訪宋楚瑜，使宋陣營及謝陣營營造「棄郝保宋」的氣氛，但經過馬英九否認以後，郝龍斌的選情相對穩定，最後在台北市民「棄宋保郝」下勝出。宋楚瑜在2000年總統大選中，台北市得票第一，此次選舉卻僅排名第三，共得五萬多票，得票率4.14%。
| 號次 | 黨籍         | 姓名   | 得票    | 得票率 | 當選 |
| ---- | ------------ | ------ | ------- | ------ | ---- |
| 1    | 無黨籍       | 李敖   | 7,795   | 0.61%  |      |
| 2    | 台灣團結聯盟 | 周玉蔻 | 3,372   | 0.26%  |      |
| 3    | 民主進步黨   | 謝長廷 | 525,869 | 40.89% |      |
| 4    | 無黨籍       | 宋楚瑜 | 53,281  | 4.14%  |      |
| 5    | 中國國民黨   | 郝龍斌 | 692,085 | 53.81% |      |
| 6    | 無黨籍       | 柯賜海 | 3,687   | 0.29%  |      |

- 2018年中華民國直轄市長及縣市長選舉

現任市長柯文哲雖在網路及年輕族群中擁有高人氣，但臺北市的選民結構本身較利於藍營，加上民進黨提名姚文智分食泛綠票源，且民進黨選前操作棄柯保姚，使的本屆選情格外緊繃。但在投开票之日由于台北市选委会的不作为导致开始开票后仍然有民众持续投票，使得还没投票的泛绿选民在看到姚文智大幅落后后转投柯文哲以阻止丁守中当选。最终柯文哲以三千多票差距險勝國民黨的丁守中。此次選舉為自歷屆台北市長選舉中，前兩名差距最小的一次，國民黨繼2014年之後再次在未公開分裂的情況下，輸掉臺北市長選戰，得票率再次創下僅次於1994年的次低紀錄。姚文智則僅拿到24萬多票，得票率17%，創下民進黨在台北市長選舉的最低票紀錄，但分裂投票情況明顯，市議員國民兩黨得票數都高於市長票。不過，柯文哲亦打破紀錄，繼陳水扁於1994年當選臺北市長後，1998年連任失利，第二位挑戰連任，最終成為首位在臺北市得以連任的非國民黨籍市長。
| 1        | 吳蕚洋   | 無黨籍         | 5,611票   | 0.40%                            |                                  |
| 2        | 丁守中   | 中國國民黨     | 577,096票 | 40.82%                           |                                  |
| 3        | 姚文智   | 民主進步黨     | 244,342票 | 17.28%                           |                                  |
| 4        | 柯文哲   | 無黨籍         | 580,663票 | 41.07%                           | 當選                             |
| 5        | 李錫錕   | 無黨籍         | 6,158票   | 0.44%                            |                                  |
| 選舉日期 | 選舉日期 | 2018年11月24日 | 選舉人數  | 2,164,155人                      | 2,164,155人                      |
| 投票率   | 投票率   | 65.95%         | 投票人數  | 有效：1,413,870人 無效：13,355人 | 有效：1,413,870人 無效：13,355人 |

- 2022年中華民國直轄市長及縣市長選舉

| 1        | 黃源甫   | 無黨籍         | 1,049票  | 0.48%                         |                               |
| 2        | 龔偉綸   | 無黨籍         | 508票    | 0.23%                         |                               |
| 3        | 林耕仁   | 中國國民黨     | 39,391票 | 18.07%                        |                               |
| 4        | 李驥羣   | 無黨籍         | 1,108票  | 0.51%                         |                               |
| 5        | 沈慧虹   | 民主進步黨     | 77,764票 | 35.68%                        |                               |
| 6        | 高虹安   | 臺灣民眾黨     | 98,121票 | 45.02%                        | 當選                          |
| 選舉日期 | 選舉日期 | 2022年11月26日 | 選舉人數 | 350,758人                     | 350,758人                     |
| 投票率   | 投票率   | 62.94%         | 投票人數 | 有效：217,941人 無效：2,842人 | 有效：217,941人 無效：2,842人 |

#### 失敗案例
- 1994年中華民國省市長暨省市議員選舉

此次的臺北市長選舉中，中國國民黨提名時任官派市長的黃大洲。民主進步黨方面，立法委員陳水扁得到提名。新黨則派出立法委員趙少康參選。由於選前泛藍陣營難以整合，最終導致棄保(棄黃保趙)失敗。
| 號次 | 黨籍       | 姓名   | 得票    | 得票率 | 當選 |
| ---- | ---------- | ------ | ------- | ------ | ---- |
| 1    | 無黨籍     | 紀榮治 | 3,941   | 0.28%  |      |
| 2    | 新黨       | 趙少康 | 424,905 | 30.17% |      |
| 3    | 民主進步黨 | 陳水扁 | 615,090 | 43.67% |      |
| 4    | 中國國民黨 | 黃大洲 | 364,618 | 25.89% |      |

- 2000年中華民國總統選舉

時任中國國民黨主席的李登輝堅持指定時任中華民國副總統連戰為總統參選人，前臺灣省長的宋楚瑜表示不滿，最終退黨參選。民主進步黨則派出前臺北市長陳水扁。另外還有前桃園縣長許信良和知名名嘴李敖，但是遭到邊緣化。
儘管一開始宋楚瑜的民調領先，但遭到爆料弊案(興票案)，且選前國民黨放出連戰勝過宋楚瑜民調(最後證明是宋楚瑜贏連戰)，最後由於泛藍選民對於棄保舉棋不定，最終讓陳水扁當選。
| 1        | 宋楚瑜、張昭雄 | 無黨籍        | 4,664,972票 | 36.84%                             |                                    |
| 2        | 連戰、蕭萬長   | 中國國民黨    | 2,925,513票 | 23.10%                             |                                    |
| 3        | 李敖、馮滬祥   | 新黨          | 16,782票    | 0.13%                              |                                    |
| 4        | 許信良、朱惠良 | 無黨籍        | 79,429票    | 0.63%                              |                                    |
| 5        | 陳水扁、呂秀蓮 | 民主進步黨    | 4,977,697票 | 39.30%                             | 當選                               |
| 選舉日期 | 選舉日期       | 2000年3月18日 | 選舉人數    | 15,462,625人                       | 15,462,625人                       |
| 投票率   | 投票率         | 82.69%        | 投票人數    | 有效：12,664,393人 無效：122,278人 | 有效：12,664,393人 無效：122,278人 |

- 2010年中華民國直轄市市長選舉

此次大高雄市長選舉中，民主進步黨的初選分別有高雄市長陳菊以及高雄縣長楊秋興，最終由陳菊勝出。楊秋興由於受到各方勸進，最終脫黨參選。中國國民黨則是提名立法委員黃昭順。由於黃昭順的選情不被看好，民調敬陪末座，因此部分泛藍選民為避免陳菊當選，改而支持楊秋興(棄黃保楊)，然而因為國民黨中央始終支持黃昭順，導致泛藍選民票源分散，最終陳菊當選大高雄市長。
| 1        | 楊秋興   | 無黨籍         | 414,950票 | 26.68%                           |                                  |
| 2        | 黃昭順   | 中國國民黨     | 319,171票 | 20.52%                           |                                  |
| 3        | 陳菊     | 民主進步黨     | 821,089票 | 52.8%                            | 當選                             |
| 選舉日期 | 選舉日期 | 2010年11月27日 | 選舉人數  | 2,166,119人                      | 2,166,119人                      |
| 投票率   | 投票率   | 72.52%         | 投票人數  | 有效：1,555,210人 無效：15,685人 | 有效：1,555,210人 無效：15,685人 |